# Hertingshausen (Wohratal)
Hertingshausen ist ein Ortsteil der Gemeinde Wohratal im Landkreis mittelhessischen Marburg-Biedenkopf. Der Ort liegt am Ostrand des Burgwaldes und hat rund 200 Einwohner.

## Geschichte

### Überblick
Archäologische Funde bestätigen, dass die Gegend um Hertingshausen und Gemünden bereits in der Stein-, Bronze- und Eisenzeit besiedelt war.
Die älteste bekannte schriftliche Erwähnung des Orts erfolgte im Zeitraum von 1200 bis 1220 unter dem Namen Iterchusen. Scherbenfunde, die 1996–1998 getätigt und vom Marburger Archäologen Dr. Fiedler zeitlich dem 12. bis 18. Jahrhundert zugeordnet wurden, bestätigen, dass Hertingshausen mit hoher Wahrscheinlichkeit spätestens seit dem 12. Jahrhundert besiedelt war. Die ersten geschichtlich relativ gefestigten Aussagen über den oben genannten Bereich geben auch Auskunft darüber, dass das Wohratal in der Zeit Karls des Großen als fränkische Grenzmark gegen die Sachsen galt und aus diesem Grunde eine entsprechend hohe militärische Wertung erhielt. Als ein Schwerpunkt dieses Sperrgürtels dürfte das spätere Gemünden angesehen worden sein.
Die Entwicklung dieses auch für den Bestand von Hettingishusen (Hertingshausen) wesentlichen festen Punktes von einer sicherlich wehrhaften bäuerlichen Ansiedlung bis zur befestigten, mit Wall- und Grabenanlagen sowie mit einer starken Burganlage gesicherten ziegenhainischen und später hessischen Stadt, die als solche zum ersten Mal im Jahre 1266 genannt wurde, bestätigt die hohe Wertigkeit des Standortes von Gemünden.
Gemünden dienten im Verlaufe der Zeit unter den Grafen von Ziegenhain und später unter den Landgrafen von Hessen mehrere adelige Familien zum Teil über Generationen als Burgmannen. Um 1394 hatte die Ritterschaft gemeinsam mit den Bürgermeistern und Bürgern der adeligen Witwe Metze von Dersch zu huldigen.
Die im Mittelalter als Burgmannen dienenden Herren erhielten als Sold: Entgelte in barer Münze, Zuwendungen in Naturalien, ein Burglehen für ihre Dienste in Burg und befestigter Stadt, und ein Mannlehen, wenn sie zu weiterführenden Kriegsdiensten bereit waren. Die Lehen konnten bestehen aus bäuerlichen Höfen, Zehnt-, Zoll-, Gerichts- und Mühlenrechten. Ziel blieb aber der Erwerb von persönlichem Eigentum, dem Allodial.
Von den in Gemünden dienenden Burgmannen traten insbesondere die von Schleyer und von Linsingen in Erscheinung, die auch als zeitweilige Besitzer des Lehens Hettingishusen genannt werden. Unter Beachtung der damals geltenden Lehnsrechte kann nicht ausgeschlossen werden, dass die Herren von Linsingen oder von Schleyer in Hettingishusen eine eigene Zollstelle unterhielten, die für die heute noch in Hertingshausen geltende örtliche Benennung „Am Zollstock“ ursprünglich sein könnte. Eine andere mündlich übertragene Version besagt, dass an der Steilstrecke des Zollstockes gebührenpflichtiger Vorspann für Fuhrwerke geleistet werden musste; diese Gebührenerhebung sei Zoll (englisch: „toll“) genannt worden. Nicht außer Acht lassen darf man die Tatsache, dass zwischen Hettingishusen und der Stadt Rosenthal, welche „mainzisch“ war, die Grenze zwischen Kurmainz und der Landgrafschaft Hessen verlief.
Hinsichtlich der Hertingshäuser Geschichte gilt als sicher, dass der in Gemünden als Burgmann amtierende Conrad von Linsingen am 24. Dezember 1340 seine Lehnsrechte über den Ort, den Zehnten, an die Frankenberger Bürger Johann auf dem Orthe, genannt Uffme, und Konrad Wypracht verkaufte. Hiermit wurde Hettingishusen (nach dem Stand der heutigen Forschung) erstmals schriftlich nachgewiesen.
Die Linsinger Abtretung der Lehnsrechte an Orthe hatte jedoch offensichtlich keinen langen Bestand, da bereits am 4. September 1341 Graf Johann I. von Ziegenhain dem zwischenzeitlich alleinigen Besitzer der Lehnsrechte über Hettingishusen, dem Frankenberger Bürger Wypracht/Weipracht, diese Rechte wieder abforderte und von diesem Rückkaufrechte eingeräumt bekam. Als Zeitraum für die Rückgabe wurden zehn Jahre angesetzt, wobei eine Summe von 90 Mark Kölnische Pfennige festgesetzt wurde. Bei Orthe und Wypracht dürfte es sich um wohlhabende Patrizier gehandelt haben. Diese auf Grund ihrer Finanzkraft gehobene, wirtschaftlich unverzichtbare Bürgerschicht zeichnete sich durch kaufmännische und handwerkliche Innovationsbereitschaft aus, die sich nicht selten pekuniär sehr wohl auszahlte. Die selbstbewusst auftretende Klasse nahm im zunehmenden Maße bislang dem Uradel vorbehaltenen Rechte für sich in Anspruch. Aus ihren Reihen rekrutierte sich neben hohen Beamten, Ministerialen und bewährten Offizieren der im 14. Jahrhundert eingeführte Briefadel.
Am 24. Oktober 1364 verpfändete Graf Gottfried VII. von Ziegenhain dem Hermann von Löwenstein-Schweinsberg gemeinsam mit anderen Orten auch Hettingishusen. Dass Hettingishusen zu dieser Zeit und noch mindestens bis 1367 bewohnt war, beweist eine schriftliche Festlegung im Ziegenhainer Urbar (Rent- und Zinsbuch), in dem bestimmt wird, dass das Dorf für die Jahre 1364 bis 1367 dem Grafen Gottfried VII. von Ziegenhain jährlich folgenden Zins zu zahlen hat: 20 Solidis (Gold und Silbermünzen), 36 Gänse, 1 Malter wilder Hafer (ca. 75 kg) sowie eine zahlenmäßig nicht benannte Anzahl Hühner.
Mit einiger Sicherheit darf angenommen werden, dass der Ort auch noch bis 1392 besiedelt war. Tile von Frankenberg erhielt am 4. Juni 1392 von Graf Gottfried VII. von Ziegenhain die Stadt Gemünden an der Wohra, sowie das Stadtschloss und die Burg, ferner die Dörfer und Gerichte Heimbach, Josbach und Hettingishusen und das Zehntrecht zu Gemünden für 1801 Goldgulden wiederkäuflich zum Pfand.
Im Jahre 1471 wurde die nunmehr endgültige Wüstung als hessisches Lehen (die Grafschaft Ziegenhain war nach dem Tod des letzten Grafen an die Landgrafschaft Hessen gefallen) der Gemündener Burgmannenfamilie Schleyer zu Schiffelbach übergeben. Am 17. März 1615 verkaufte Christoph Schleyer zu Schiffelbach dem Landgrafen Moritz von Hessen-Kassel das hessische Lehen, den Hettingishusener Wald, für 1100 Spanische Taler. Ab 1647 gehörte die Wüstung zum Amt Rauschenberg.
Am 7. August 1694 erfuhr Hettingishusen eine bleibende Neubelebung. Landgraf Karl von Hessen-Kassel stellte die abseits gelegene, nur über Feld- und Karrenwege erreichbare Einöde Hettingishusen den Hugenottenfamilien Bouxin (heutige Schreibweise Boucsein), Foignard, Canel zur Besiedlung zur Verfügung.
Ab 1697 wurde an Stelle der bis dahin gebräuchlichen Bezeichnungen Hettingishusen, Hethingeshusen, und Hetcheshausen der Name Hertingshausen verwendet.
Die französische Muttersprache wurde den Hertingshäusern im Jahre 1757 noch einmal zwingend durch eine französische Gendarmerieeinheit abverlangt, die im Verlaufe des Siebenjährigen Krieges in Gemünden stationiert war und die Hertingshäuser Hugenotten als Dolmetscher anforderte.
Ab 1842 gab die Kirche die französische Sprache auf. Gottesdienste wurden fortan nur noch in deutscher Sprache gehalten. Deutsche Einflüsse setzten sich unaufhaltsam durch und Französisch ist seit ca. zwei Generationen bis auf einzelne Begriffe aus dem Hertingshäuser Sprachgebrauch verschwunden.

### Friedrich von Hertingshausen
Die immer wieder mit Hertingshausen in Verbindung gebrachte Erzählung des Ritters Friedrich III. von Hertingshausen kann nicht eindeutig diesem Dorf zugewiesen werden. Er soll allerdings einige Male in dieser Gegend für Sold gekämpft haben. Er ist aber wohl eher dem Dorf Hertingshausen, heute Teil der Stadt Baunatal, zuzuordnen. Ferner ist bei Züschen, einer bis 1974 Waldeckschen Stadt, eine Wüstung Hertingshausen zu finden, so dass er auch aus dieser Gegend stammen könnte.
Bezüglich des fehdefreudigen Friedrich von Hertingshausen ist beurkundet, dass dieser am 5. Juni 1400, gemeinsam mit dem Grafen Heinrich IV. von Waldeck und den Rittern von Falkenstein und von Löwenstein, den vom Mainzer Erzbischof Johann II. ungeliebten Kandidaten für die deutsche Königskrone, Herzog Friedrich von Braunschweig-Lüneburg bei Kleinenglis, unweit von Fritzlar, ermordete. An der Mordstelle ist auch heute noch das in Sandstein ausgeführte sogenannte „Kaiserkreuz“ zu besichtigen.

### Hessische Gebietsreform
Am 1. Februar 1971 fusionierten die 1970 neu gegründete Gemeinde Wohratal mit den Gemeinden Hertingshausen und Langendorf freiwillig zur heutigen Großgemeinde Wohratal. Für die ehemals eigenständigen Gemeinden wurden Ortsbezirke mit Ortsbeirat und Ortsvorsteher nach der Hessischen Gemeindeordnung gebildet.

## Bevölkerung

### Einwohnerstruktur 2011
Nach den Erhebungen des Zensus 2011 lebten am Stichtag dem 9. Mai 2011 in Hertingshausen 192 Einwohner. Darunter waren 3 (1,6 %) Ausländer. Nach dem Lebensalter waren 33 Einwohner unter 18 Jahren, 69 zwischen 18 und 49, 45 zwischen 50 und 64 und 45 Einwohner waren älter. Die Einwohner lebten in 69 Haushalten. Davon waren 9 Singlehaushalte, 21 Paare ohne Kinder und 33 Paare mit Kindern, sowie 6 Alleinerziehende und keine Wohngemeinschaften. In 12 Haushalten lebten ausschließlich Senioren und in 39 Haushaltungen lebten keine Senioren.

### Einwohnerentwicklung
| Quelle: Historisches Ortslexikon |                                                                                       |
| • 1694:                          | 3 Familien                                                                            |
| • 1724:                          | 10 Familien, davon 2 deutsche                                                         |
| • 1745:                          | 18 Familien, davon 5 deutsche                                                         |
| • 1780:                          | 27 Familien, davon 18 deutsche                                                        |
| • 1838                           | Familien: 24 nutzungsberechtigte, 5 nicht nutzungsberechtigte Ortsbürger, 8 Beisassen |

| Hertingshausen: Einwohnerzahlen von 1834 bis 2014 | Hertingshausen: Einwohnerzahlen von 1834 bis 2014 | Hertingshausen: Einwohnerzahlen von 1834 bis 2014 | Hertingshausen: Einwohnerzahlen von 1834 bis 2014 | Hertingshausen: Einwohnerzahlen von 1834 bis 2014 |
| --- | ------------------------------------------------- | ------------------------------------------------- | ------------------------------------------------- | ------------------------------------------------- |
| Jahr |                                                   |                                                   |                                                   | Einwohner                                         |
| 1834 | 1834                                              |                                                   | 221                                               | 221                                               |
| 1840 | 1840                                              |                                                   | 206                                               | 206                                               |
| 1846 | 1846                                              |                                                   | 191                                               | 191                                               |
| 1852 | 1852                                              |                                                   | 191                                               | 191                                               |
| 1858 | 1858                                              |                                                   | 184                                               | 184                                               |
| 1864 | 1864                                              |                                                   | 181                                               | 181                                               |
| 1871 | 1871                                              |                                                   | 166                                               | 166                                               |
| 1875 | 1875                                              |                                                   | 154                                               | 154                                               |
| 1885 | 1885                                              |                                                   | 165                                               | 165                                               |
| 1895 | 1895                                              |                                                   | 160                                               | 160                                               |
| 1905 | 1905                                              |                                                   | 163                                               | 163                                               |
| 1910 | 1910                                              |                                                   | 181                                               | 181                                               |
| 1925 | 1925                                              |                                                   | 178                                               | 178                                               |
| 1939 | 1939                                              |                                                   | 183                                               | 183                                               |
| 1946 | 1946                                              |                                                   | 240                                               | 240                                               |
| 1950 | 1950                                              |                                                   | 226                                               | 226                                               |
| 1956 | 1956                                              |                                                   | 205                                               | 205                                               |
| 1961 | 1961                                              |                                                   | 203                                               | 203                                               |
| 1967 | 1967                                              |                                                   | 198                                               | 198                                               |
| 1980 | 1980                                              |                                                   | ?                                                 | ?                                                 |
| 1990 | 1990                                              |                                                   | ?                                                 | ?                                                 |
| 1999 | 1999                                              |                                                   | 214                                               | 214                                               |
| 2011 | 2011                                              |                                                   | 192                                               | 192                                               |
| 2014 | 2014                                              |                                                   | 200                                               | 200                                               |
| Datenquelle: Historisches Gemeindeverzeichnis für Hessen: Die Bevölkerung der Gemeinden 1834 bis 1967. Wiesbaden: Hessisches Statistisches Landesamt, 1968. Weitere Quellen: Zensus 2011; nach 1970 Gemeinde Wohratal: |                                                   |                                                   |                                                   |                                                   |

### Historische Religionszugehörigkeit
| Quelle: Historisches Ortslexikon |                                                                                          |
| • 1861:                          | 13 evangelisch-lutherische (= 7,22 %), 167 evangelisch-reformierte (= 92,78 %) Einwohner |
| • 1885:                          | 165 evangelische (100 %) Einwohner                                                       |
| • 1961:                          | 195 evangelische (= 96,06 %), 4 katholische (= 1,97 %) Einwohner                         |

### Historische Erwerbstätigkeit
| Quelle: Historisches Ortslexikon | |
| • 1745:                          | 17 Ackerleute; zahlreiche Hutmacher und Strumpfwirker                                                                            |
| • 1780:                          | 11 vollbäuerliche Betriebe von mehr als ca. 7 ha Größe                                                                           |
| • 1838                           | Familien: 21 Ackerbau, 9 Gewerbe, 8 Tagelöhner                                                                                   |
| • 1961:                          | Erwerbspersonen: 88 Land- und Forstwirtschaft, 24 Produzierendes Gewerbe, 2 Handel und Verkehr, 6 Dienstleistungen und Sonstiges |